# اتحاد الشباب الديمقراطي اللبناني
اتحاد الشباب الديمقراطي اللبناني والمعروف أيضًا باسم UJDL (وهو اختصار لـ "Union de la jeunesse démocratique libanaise")، هو منظمة شبابية يسارية علمانية ديمقراطية لبنانية، كما يُعرف نفسه في الوثائق.
تأسس اتحاد الشباب الديمقراطي اللبناني عام 1970 على يد الطلاب الشيوعيين اليساريين في الأصل والنشطاء الشباب، بعدما كان نشطًا في السر منذ عام 1945.
ويُعد اتحاد ULDY عضوًا في العديد من المنظمات الشبابية الإقليمية والدولية، ولكن انتماءه الرئيسي لـاتحاد الشباب الديمقراطي العالمي (اتحاد الشباب الديمقراطي العالمي). ويُعد اتحاد الشباب الديمقراطي اللبناني نائب رئيس اتحاد الشباب الديمقراطي العالمي منذ مارس 2007، بعد تاريخ طويل من العمل الدولي. وكان يترأس اتحاد الشباب الديمقراطي العالمي خلال أواخر الثمانينيات قبل انهيار الاتحاد السوفيتي وخلال انهياره.
كان العديد من الزعماء والنشطاء اليساريين في لبنان ينتمون إلى اتحاد الشباب الديمقراطي اللبناني في أوائل حياتهم السياسية بما فيهم أنور ياسين وسهى بشارة واثنان من المقاومين السابقين والمعتقلين في إسرائيل وسعد الله مزرعاني نائب السكرتير العام للحزب الشيوعي اللبناني وحنا غريب الأمين العام للحزب الشيوعي اللبناني.

## أحدث الأنشطة
بعد المؤتمر الوطني السادس، قام اتحاد الشباب الديمقراطي اللبناني بالعديد من الأنشطة المتميزة تشمل:

- المساعدات الشعبية للآلاف من النازحين داخليًا بسبب العدوان الإسرائيلي على لبنان خلال شهري يوليو وأغسطس من عام 2006.

- استضافة اجتماع المجلس التنسيقي لـاتحاد الشباب الديمقراطي العالمي في نوفمبر 2006 في بيروت بمشاركة عشرات المنظمات اليسارية والشيوعية ومئات الحاضرين من لبنان.

- استضافة العديد من المخيمات لمئات من المشاركين في صيف 2007.

- «مسيرة الربيع» التي قامت بجولة في لبنان لمدة 34 يومًا متتالية في صيف 2008 تحت شعار «كل لبنان هو لنا جميعًا» ومطالبين بتوحيد الشعب اللبناني عبر خطوط التقسيم الطائفي التي رسمها النظام السياسي والاجتماعي اللبناني.

- احتجاج تضامني مفتوح لمدة 24 يومًا بالقرب من مكاتب الأمم المتحدة في مبنى الإسكوا في وسط مدينة بيروت خلال العدوان الإسرائيلي على غزة من 25 ديسمبر 2008 حتى 18 يناير 2009. وخلال هذه الفترة تم تنظيم العديد من الظاهرات والاحتجاجات وأحداث التضامن في بيروت وجميع أنحاء لبنان، وكان ذلك أمام السفارات المصرية والأمريكية والكندية بشكل أساسي بالإضافة إلى لجنة الاتحاد الأوروبي وممثلي جامعة الدول العربية، بالتعاون مع غيرها من المنظمات الشبابية اليسارية اللبنانية والفلسطينية.

- ينظم اتحاد الشباب الديمقراطي اللبناني مجموعة من المعسكرات الشبابية كل صيف والتي تشمل معسكرات التعليم والحوار والريادة والفنون والعمل التطوعي في جميع أنحاء لبنان.

- وفي أوائل عام 2011، نظم اتحاد الشباب الديمقراطي اللبناني مع بعض المنظمات والنشطاء اليساريين حملة لدعم الثورات العربية خصوصًا خلال ذروة الثورات في مصر وتونس وليبيا واليمن والبحرين. وقد نظمت الحملة عدة احتجاجات أمام سفارات وقنصليات تلك البلدان وكانت تقوم بمظاهرة يومية أمام السفارة المصرية بما في ذلك اليوم الذي حاول فيه المتظاهرون دخول السفارة.

- كان اتحاد الشباب الديمقراطي اللبناني عنصرًا فعالاً وقياديًا في حملة تغيير النظام الطائفي في لبنان. وتم تنظيم خمس تظاهرات كبرى في بيروت وثلاثة أخريات في صيدا وطرابلس وجبيل بين 27 فبراير و26 يونيو 2011. وكانت أكبر مظاهرة للحملة مكونة من حوالي 30000 متظاهر في شوارع بيروت في 20 مارس 2011.
شارك اتحاد الشباب الديمقراطي اللبناني في الحراك الشعبي الاخير حيث كان الاتحاديين من أول من نزلوا للساحات وشارك الاتحاد في قيادة الحراك وسعى لتوحيد الجهود نحو تحقيق الاهداف.

## التنظيم
يمتلك اتحاد الشباب الديمقراطي اللبناني 26 فرعًا في جميع أنحاء لبنان، و10 فروع أخرى تحت التأسيس. كما أنه يمتلك 4 إدارات مركزية للعمال الشباب وطلاب الجامعات وطلاب المدارس الثانوية والرواد. ويتم قبول العضوية من خلال الفروع بحيث يجب أن يلتزم كل عضو بواحد من الفروع الموجودة. وبالإضافة إلى ذلك، يعتبر العضو منتميًا تلقائيًا إلى واحدة من الإدارات المتصلة بدراسته أو عمله.

يتم تنظيم الفروع من خلال لجان إقليمية لديها مركز تنسيق داخل المنطقة الجغرافية. يمتلك اتحاد الشباب الديمقراطي اللبناني حاليًا 5 لجان إقليمية هي: بيروت وضواحيها جبل لبنان والبقاع والشمال وجنوب لبنان.

أعلى هيئة في اتحاد الشباب الديمقراطي اللبناني هي مؤتمره الذي يُعقد كل ثلاث سنوات لرسم السياسات العامة وتنظيم الاتحاد وانتخاب هيئته التشريعية والتوجيهية، وهي المجلس الوطني.

يتم انتخاب المجلس في هذا المؤتمر ويُعقد المجلس بانتظام كل شهرين لرسم الخطط قصيرة الأجل للمنظمة ومشاهدة العمل والأداء السليم لجميع الأجهزة الأخرى لـاتحاد الشباب الديمقراطي اللبناني. وينتخب المجلس الوطني رئيسًا ونائبًا للرئيس وأمينًا عامًا والمكتب التنفيذي للمنظمة.

يجتمع المكتب التنفيذي مرة كل أسبوعين لمتابعة العمل اليومي للمنظمة وتطبيق الخطط التي وضعها المجلس الوطني وتمثيل المنظمة قانونيًا وعمليًا بين اجتماعات المجلس الوطني.

## المؤتمرات الأخيرة
بعد عدة سنوات من عدم عقد مؤتمرات منتظمة بسبب العديد من المشاكل السياسية والتنظيمية، خاصة بعد انهيار الاتحاد السوفيتي والحرب الأهلية اللبنانية، عقد الاتحاد مؤتمره الوطني الخامس في مايو 2003. وكان الهدف منه إحياء هيئات المنظمة وإعادتها لاتخاذ الإجراءات القوية. وقد شكلت هذه الخبرة، لمدة عامين، الأساس للمؤتمر الوطني السادس الذي أعاد الحياة الحقيقية إلى اتحاد الشباب الديمقراطي اللبناني.

عقد الاتحاد مؤتمره الوطني السادس في مايو 2005، وانتخب عماد البواب رئيسًا والعربي العنداري أمينًا عامًا. وقد دفع هذا المؤتمر جميع العناصر الأساسية للمنظمة للعمل وأعادها على الخارطة السياسية خاصة بعد الأنشطة الكبيرة التي قامت بها وروح القيادة الجديدة التي امتلكتها.

في مؤتمره الوطني السابع في سبتمبر 2008، جدد الاتحاد هيئاته بالعديد من النشطاء الشباب الجدد. حيث تم تجديد 24 عضوًا من أعضاء المجلس الوطني الـ 41 و10 من أصل 11 عضوًا في المكتب التنفيذي، مع استمرار عماد البواب رئيسًا وانتخاب حسين مروة أمينًا عامًا جديدًا.

في مؤتمره الوطني الثامن أكتوبر 2010، تم انتخاب علي متيرك رئيسًا وانتخاب عمر الديب أمينًا عامًا جديدًا.

وفي مؤتمره الوطني التاسع أكتوبر 2013، تم انتخاب حسان زيتوني رئيسًا وانتخاب هبة الأعور كأول فتاة في منصب الأمين العام.
اما في مؤتمر الوطني العاشر 2015 تم تجديد أكثر من 70% من أعضاء المجلس الوطني المنتخبين من المؤتمر، انتخاب علي متيرك رئيسا وانتخاب أيمن مروة الأمين العام.

## انظر ايضاً
- الاتحاد العام الجزائري للشباب

## وصلات خارجية
- ULDY website
- WFDY website